# メタクリル酸
メタクリル酸（メタクリルさん、methacrylic acid）は、ローマンカモミールの精油の中に少量含まれる、低分子のカルボン酸である。刺激性の不快な臭いを持った腐食性の液体で、温水に溶け、ほとんどの有機溶媒とは任意の割合で混じる。
メタクリル酸は加熱するか強酸の触媒があると重合し、セラミックのようなプラスチックになる。
工業的には、メタクリル酸メチルのようなエステルの形で用いられる。メタクリル酸エステルはアクリル樹脂の原料となったり、様々な用途で使われる。
メタクリル酸は、エドワード・フランクランドらによって、オキシイソブチル酸エステルと五塩化リンとの反応物からエチルエステルの形で初めて得られている。アルカリと共に溶融するとプロピオン酸となる。またナトリウムアマルガムによって還元するとイソ酪酸となる。
毒物及び劇物取締法により劇物に指定されている。